# Tawuk
Tawuk o Taük (antiga Dakuka o també Dakur) és una vila del Kurdistan. La vila moderna està situada a uns 40 km al sud-est de Kirkuk, en la carretera de Mosul a Bagdad. Es conserven alguns edificis medievals i un minaret. Al seu costat corre el riu (gairebé un rierol) Taük Çay, afluent de l'Azaym (tributari del Tigris), que antigament desaiguava al canal Nahrawan.
Dakuka fou l'antic nom d'una vila de Mesopotàmia, a l'antiga Djazira. Al segle VII s'hi esmenta una església nestoriana. Va arribar a certa importància al segle xi, però sense arribar a ser una ciutat. El 1225 fou ocupada pel xa de Coràsmia Djalal al-Din Manguberti després de derrotar les forces del califa i del senyor d'Erbil Mudhàffar. Va canviar el nom no abans del segle xv. Vers la meitat del segle xx tenia uns dos mil habitants i era capital d'una nàhiya. La seva població pertany a les tribus kurdes dels Daudiyya i els Kakai, i al grup turcman. Dos ponts (un per la carretera i un pel tren) travessen el riu. A 2,5 km hi ha la tomba de Zayn-al-Abidin ibn Hussayn.